# Любша (Львовская область)
Любша (укр. Любша) — село в Журавновской поселковой общине Стрыйского района Львовской области Украины.
Население по переписи 2001 года составляло 568 человек, 435 человек по данным 2021 года. Занимает площадь 1,62 км². Почтовый индекс — 81776. Телефонный код — 3239.